# Gwen Garnier-Duguy
Œuvres principales
Nox (2006)
Le corps du monde (2014)
Alphabétique d’aujourd’hui (2018)
Gwen Garnier-Duguy, né le 2 octobre 1972 à Morlaix, Finistère, est un poète français, également auteur de romans de science-fiction.

## Biographie
Gwen Garnier-Duguy est né en Bretagne en 1972. Il publie ses premiers poèmes en 1995 dans la revue Supérieur Inconnu, dirigée par Sarane Alexandrian.
En 2003, il participe au colloque consacré à Patrice de La Tour du Pin au Collège de France, y parlant de la poétique de l'Absence au cœur de La Quête de Joie.
Fasciné par la peinture de Roberto Mangú, il signe un roman sur son œuvre, NOX.
2011, Danse sur le territoire, éditions de l'Atlantique, préface de Michel Host, prix Goncourt 1986.
2014, Le corps du monde, éditions de Corlevour, préfacé par Pascal Boulanger.
2015, La nuit phœnix, livre numérique chez Recours au Poème éditeurs, postface de Jean Maison. Il fonde en 2012 avec Matthieu Baumier le magazine en ligne Recours au Poème avec pour ligne éditoriale l'affirmation de la poésie des profondeurs et l'ouverture à la diversité des mondes poétiques.
Il signe la préface à La Pierre Amour de Xavier Bordes, collection Poésie/Gallimard en 2015, celle de Braise de l'unité, anthologie poétique d'Elie-Charles Flamand parue à La Lucarne Ovale, et celle de Trame : Anthologie 1991-2018 de Pascal Boulanger, aux éditions Tinbad en 2018.
2018 verra la parution d'Alphabétique d'aujourd'hui, poèmes en proses parus à l'Atelier du Grand Tétras. De 2017 à 2020 , il a tenu une chronique mensuelle consacrée à la poésie dans le mensuel L'Incorrect.

## Publications
- Nox, roman, éd. le Grand Souffle, 2006.
- Oser agir chrétien, essai, dirigé par Gwen Garnier-Duguy, éditions La Nef, 2008. En collaboration avec Jacques de Guillebon, Roberto Mangu, Thierry Ardisson, François Taillandier, Matthieu Baumier, Maxence Caron, Thibaud Collin, Philippe Conte, Paul-Marie Coûteaux, Damien Gangloff, Aldric van Gaver, Falk van Gaver, Christophe Geffroy, Alain Santacreu, François Tranchant, Henry Le Bal, François le Forestier, Pierre Gelin, Fabrice Hadjadj,
- Nova Roma, roman de science-fiction co-écrit avec Matthieu Baumier, Rivière Blanche, coll. « Collection Blanche » no 2058, juin 2009  (ISBN 978-1-934543-77-1).
- Danse sur le territoire, amorce de la parole, préface de Michel Host, éd. de l'Atlantique, 2011 ; rééd. aux éditions numériques Recours au poème, décembre 2014[1].
- Le Corps du monde, préface de Pascal Boulanger, éd. de Corlevour, 2014.
- Alphabétique d'aujourd'hui, éd. L'Atelier du Grand Tétras, mars 2018.
- Enterre la parole / La nuit Phoenix, postface de Jean Maison, éd de Corlevour 2019. Prix International de poésie francophone Yvan GOLL 2020.
- Mintak, Livre-catalogue de l'exposition consacrée à l'œuvre du peintre Roberto Mangú à travers le mythe de Mintak.
- Livre d’or (Postface de B. Lacarelle, couverture R. Mangú), Mont-de-Laval, L’Atelier du Grand Tétras, 2023 (94 p.)[2].

## Travaux et critiques au sujet de l'œuvre

### Nox(2006)
Le romancier Alain Santacreu a écrit de Nox : "Garnier-Duguy-Néro, avec ce premier roman, entre en écriture comme Roberto Mangu, un des plus grands peintres vivants, est entré en peinture, comme on entre en religion. Écrire la peinture ! Ce miracle, encore jamais lu, Nox le réalise en inventant l’écriture à l’huile. Dans un style lumineux qui oblige à lire comme on regarde une icône, le roman se confond avec un tableau de Mangú qui s’exécute littéralement devant nos yeux. La perspective inversée de la narration identifie la lecture à une conversion du regard. Nox retrouve la haute magie opérative des grands récits visionnaires. Ce roman est un attracteur spirituel, l’onction donnée pour la grande guerre sainte de l’âme contre la pensée captive du monde moderne".
L'Académicien et professeur émérite de littérature comparée ayant notamment exercé à la Sorbonne, Pierre Brunel, citera Nox dans sa préface à l'anthologie Proses de l'intérieur du poème du poète Marc Alyn, écrivant : "Je ne peux m'empêcher de penser à la fin du très beau roman du poète Gwen Garnier-Duguy que je dois à Marc Alyn de connaître, Nox."

### Le corps du monde(2014)
Pour Maximilien Friche, "Le corps de ce monde est le résultat d’une écriture étalée sur quinze ans. Une écriture puisée à l’encre d’un tableau de Roberto Mangù (Roberto Mangu), Corpus Mundi, tableau de 3,10 mètres sur 3,10 mètres, représentant une vision du macrocosme, un homme debout gigantesque incarnant l’esprit de l’Univers, avec, en son centre, le Christ en croix peint comme en son linceul, comme «en négatif». Ce tableau avait déjà servi de première marche au roman de l’auteur Nox. Si les poèmes partent d’une peinture, ils nous ramènent systématiquement au cœur, car l’œuvre de Gwen Garnier-Duguy est une récapitulation".
Michel Host écrit à propos de ce livre : "L’excellent préfacier, Pascal Boulanger, relève la «dimension anthropologique et métaphysique» d’un recueil composé durant plusieurs années, et aussi que le poète, ayant connu «le passage à travers la mort, sait mieux que personne saluer l’assomption dans l’être qui donne signe de parole et de vie», engageant moins la quête de quelque «supplément d’âme» qu’un «exercice exploratoire».
À l'occasion de sa parution, cette œuvre a fait l'objet d'une soirée de lecture et de présentation dans le cadre des Rencontres de la revue NUNC, Frontenay hors les murs, le 14 février 2015 à Paris, en présence de l'académicien Pierre Brunel et du poète Pierre Oster. Pierrick de Chermont publiera, sous forme d'étude, le texte inaugural de cette soirée dans la revue Les Hommes sans Épaules,. Il y affirmera : "Comme d'autres ont pu choisir de faire des portraits ou des paysages ou des vanités, notre poète prend comme motif la saisie de cet instantané de la pensée comme objet de sa poésie. Il n'est pas le seul dans cette veine, loin de là. On peut même dire que Gwen Garnier-Duguy est bien de son temps par ces travaux de miniatures poétiques. Mais il y réussit en préservant sa singularité faite de lumière et de douceur. Sa patte est reconnaissable."

### Alphabétique d'aujourd'hui(2018)
Bertrand Lacarelle, dans La Revue Littéraire, écrit : "La question du pouvoir de la poésie face au monde est centrale dans ses poèmes, et il y mène avant tout une réflexion sur le langage. Il brandit la poésie et ses sortilèges face à l'inquiétude que suscite le monde, "en ces temps de contre-chant". (...) Gwen Garnier-Duguy, avec ces versets qui sonnent comme ce que notre temps américanisé nomme "slam" (qu'on devrait plutôt appeler "psalm" pour psalmodie), dans une quête proche d'un La Tour du Pin, parvient véritablement à faire passer au lecteur "l'énergie du poème". Son humanisme inquiet redonne force et foi. Et sans inquiétude, nul courage, nul réveil possible dans un monde endormi par le démon".
Romaric Sangars quant à lui, affirme : "c'est comme un souffle intense en climat d'asphyxie. L'auteur enchaîne des variations sur le thème : l'époque et l'éternel ; les puissances matérialistes face à l'humilité sacrée du poème ; l'urgence de résister et renaître ; et cet enchaînement suit l'alphabet, chaque lettre inspirant titre et propos, comme une dérive trouvant sa direction en égrenant l'ADN du langage et à partir d'un acte de foi initial : "Conduit par la seule énergie du poème". Épelant ainsi le langage comme puissance pure et attribut divin face à tout ce qui cherche à nous zombifier, Gwen Garnier-Duguy nous heurte et nous sauve par ses scansions tantôt fluides, tantôt en cataractes".
Pascal Boulanger pour sa part, dit : "La poésie du politique semblait moribonde après l’échec du poème partisan. Garnier-Duguy sait parfaitement bien qu’on impose aujourd'hui l’horizontalité de la série et du nombre au détriment de la verticalité de l’œuvre qui toujours s’ouvre au duel fécond avec l’héritage. Le poème politique ici noue un rapport charnel et métaphysique avec la vérité. Il s’agit alors de se tenir éloigné d’une époque qui a déclaré la guerre à ses artistes et à ses penseurs et de se tenir dans un lieu qui entre dans la gravitation joyeuse de tous les possibles dévoilés : « Joie du matin, la feuille est blanche, tout est possible, tout est pensé, rien n’est encore monté de l’informe, la guerre véritable se joue ici puisque le monde n’existe pas. » Un poète de cette trempe échappe au désir mimétique et à la rivalité qui en résulte, il est trop inactuel pour aliéner sa liberté de parole."

## Catalogues d'art
- Auguste Chabaud, la ville de jour comme de nuit, Paris 1907-1912, éditions Réunion des Musées Nationaux, 2003.
- Roberto Mangú, Fuego, éditions Venti Correnti, 2006.
- Roberto Mangú, Permanenza, éditions SHINfactory, 2007.
- Roberto Mangú, Corpus Mundi ou l'archi-mémoire, Guer communauté, exposition du 5 juillet au 31 aout 2016.
- Roberto Mangú Quesada, Mintak, SilvanaEditoriale, 2020.